# Adama Thiaw Ndir
Adama Thiaw Ndir, né le 31 juillet 1990, est un nageur sénégalais.

## Carrière
Adama Thiaw Ndir obtient la médaille de bronze du relais 4 x 100 mètres nage libre aux Championnats d'Afrique de natation 2016 à Bloemfontein.
Sociétaire de l'Association sportive des Forces armées, il remporte la Traversée Dakar-Gorée en 2013, 2016, 2018 et 2019.
Il est désigné meilleur nageur du Sénégal en 2021 avec 7 médailles remportées, dont 6 en or, aux Championnats du Sénégal 2021.